# Golden Globe for bedste skuespiller - drama
Golden Globe Award for bedste skuespiller – drama blev første gang uddelt i 1951 af Hollywood Foreign Press Association som en adskilt kategori. Tidligere var der kun en enkelt pris for "Bedste Skuespiller" men opdelingne med "Bedste skuespiller – komedie/musical" gjorde det lettere.
Prisens formelle titel har varieret en del. I 2005 var det officielle navn "Best Performance by an Actor in a Motion Picture-Drama". Pr. 2021 er navnet blevet lavet om til "Best Actor - Motion Picture Drama".
Prisen gives til mandlige skuespillere. Kvindelige skuespillere modtager prisen Best Actress - Motion Picture Drama.
Bemærkning:
- "†" indikerer at skuespilleren også vandt en Academy Award.

## Vindere og nominerede

### 1940'erne
- 1943: Paul Lukas – Watch on the Rhine
- 1944: Alexander Knox – Wilson
- 1945: Ray Milland – Forspildte dage
- 1946: Gregory Peck – Hjortekalven
- 1947: Ronald Colman – Jalousi
- 1948: Laurence Olivier – Hamlet
- 1949: Broderick Crawford – Alle kongens mænd

### 1950'erne
- 1950: José Ferrer – Cyrano de Bergerac
- 1951 Fredric March – Death of a Salesman
- 1952 Gary Cooper – High Noon
- 1953 Spencer Tracy – The Actress
- 1954 Marlon Brando – On the Waterfront
- 1955 Ernest Borgnine – Marty
- 1956 Kirk Douglas – Lust for Life
- 1957 Alec Guinness – The Bridge on the River Kwai

1958: David Niven – Separate Tables
- Tony Curtis – The Defiant Ones
- Robert Donat – The Inn of the Sixth Happiness
- Sidney Poitier – The Defiant Ones
- Spencer Tracy – The Old Man and the Sea

1959: Anthony Franciosa – Career
- Richard Burton – Look Back in Anger
- Charlton Heston – Ben-Hur †
- Fredric March – Middle of the Night
- Joseph Schildkraut – The Diary of Anne Frank as Otto Frank

### 1960'erne
1960: Burt Lancaster – Elmer Gantry †
- Trevor Howard – Sons and Lovers
- Laurence Olivier – Spartacus
- Dean Stockwell – Sons and Lovers
- Spencer Tracy – Inherit the Wind

1961: Maximilian Schell – Judgment at Nuremberg †
- Warren Beatty – Splendor in the Grass
- Maurice Chevalier – Fanny
- Paul Newman – The Hustler
- Sidney Poitier – A Raisin in the Sun

1962: Gregory Peck – To Kill a Mockingbird †
- Bobby Darin – Pressure Point
- Laurence Harvey – The Wonderful World of the Brothers Grimm
- Jackie Gleason – Gigot
- Burt Lancaster – Birdman of Alcatraz
- Jack Lemmon – Days of Wine and Roses
- James Mason – Lolita
- Paul Newman – Sweet Bird of Youth
- Peter O'Toole – Lawrence of Arabia
- Anthony Quinn – Lawrence of Arabia

1963: Sidney Poitier – Lilies of the Field †
- Marlon Brando – The Ugly American
- Stathis Giallelis – America, America
- Rex Harrison – Cleopatra
- Steve McQueen – Love with the Proper Stranger
- Paul Newman – Hud
- Gregory Peck – Captain Newman, M.D.
- Tom Tryon – The Cardinal

1964: Peter O'Toole – Becket
- Richard Burton – Becket
- Anthony Franciosa – Rio Conchos
- Fredric March – 7 dage i maj
- Anthony Quinn – Alexis Zorbas

1965: Omar Sharif – Doktor Zhivago
- Rex Harrison – The Agony and the Ecstasy
- Sidney Poitier – A Patch of Blue
- Rod Steiger – The Pawnbroker
- Oskar Werner – Ship of Fools

1966: Paul Scofield – A Man for All Seasons †
- Richard Burton – Hvem er bange for Virginia Woolf?
- Michael Caine – Alfie
- Steve McQueen – The Sand Pebbles
- Max von Sydow – Hawaii

1967: Rod Steiger – In the Heat of the Night †
- Alan Bates – Far from the Madding Crowd
- Warren Beatty – Bonnie and Clyde
- Paul Newman – Cool Hand Luke
- Sidney Poitier – In the Heat of the Night
- Spencer Tracy – Guess Who's Coming to Dinner (posthumous)

1968: Peter O'Toole – The Lion in Winter
- Alan Arkin – The Heart Is a Lonely Hunter
- Alan Bates – The Fixer
- Tony Curtis – The Boston Strangler
- Cliff Robertson – Charly †

1969: John Wayne – De frygtløse †
- Alan Arkin – Popi
- Richard Burton – Anne of the Thousand Days
- Dustin Hoffman – Midnight Cowboy
- Jon Voight – Midnight Cowboy

### 1970'erne
1970: George C. Scott – Patton som George S. Patton †
- Melvyn Douglas – I Never Sang for My Father
- James Earl Jones – The Great White Hope
- Jack Nicholson – Five Easy Pieces
- Ryan O'Neal – Love Story

1971: Gene Hackman – The French Connection †
- Peter Finch – Sunday Bloody Sunday
- Malcolm McDowell – A Clockwork Orange
- Jack Nicholson – Carnal Knowledge
- George C. Scott – The Hospital

1972: Marlon Brando – The Godfather †
- Michael Caine – Sleuth
- Laurence Olivier – Sleuth
- Al Pacino – The Godfather
- Jon Voight – Deliverance

1973: Al Pacino – Serpico
- Robert Blake – Electra Glide in Blue
- Jack Lemmon – Save the Tiger †
- Steve McQueen – Papillon
- Jack Nicholson – The Last Detail

1974: Jack Nicholson – Chinatown
- James Caan – The Gambler
- Gene Hackman – The Conversation
- Dustin Hoffman – Lenny
- Al Pacino – The Godfather: Part II

1975: Jack Nicholson – Gøgereden †
- Gene Hackman – French Connection II
- Al Pacino – Dog Day Afternoon
- Maximilian Schell – The Man in the Glass Booth
- James Whitmore – Give 'em Hell, Harry!

1976: Peter Finch – Network as Howard Beale (posthumous) †
- David Carradine – Bound for Glory
- Robert De Niro – Taxi Driver
- Dustin Hoffman – Marathon Man
- Sylvester Stallone – Rocky

1977: Richard Burton – Equus
- Marcello Mastroianni – A Special Day (Una giornata particolare)
- Al Pacino – Bobby Deerfield
- Gregory Peck – MacArthur
- Henry Winkler – Heroes

1978: Jon Voight – Coming Home †
- Brad Davis – Midnight Express
- Robert De Niro – The Deer Hunter
- Anthony Hopkins – Magic
- Gregory Peck – The Boys from Brazil

1979: Dustin Hoffman – Kramer vs. Kramer †
- Jack Lemmon – Kinasyndromet
- Al Pacino – ...And Justice for All
- Jon Voight – The Champ
- James Woods – The Onion Field

### 1980'erne
1980: Robert De Niro – Raging Bull †
- John Hurt – The Elephant Man
- Jack Lemmon – Tribute
- Peter O'Toole – The Stunt Man
- Donald Sutherland – Ordinary People

1981: Henry Fonda – On Golden Pond †
- Warren Beatty – Reds
- Timothy Hutton – Taps
- Burt Lancaster – Atlantic City
- Treat Williams – Prince of the City

1982: Ben Kingsley – Gandhi †
- Albert Finney – Shoot the Moon
- Richard Gere – An Officer and a Gentleman
- Jack Lemmon – Missing
- Paul Newman – The Verdict

1983: Robert Duvall – Tender Mercies †
- Tom Courtenay – The Dresser
- Tom Conti – Reuben, Reuben
- Richard Farnsworth – The Grey Fox
- Albert Finney – The Dresser
- Al Pacino – Scarface
- Eric Roberts – Star 80

1984: F. Murray Abraham – Amadeus †
- Jeff Bridges – Starman
- Albert Finney – Under the Volcano
- Tom Hulce – Amadeus
- Sam Waterston – The Killing Fields

1985: Jon Voight – Runaway Train
- Harrison Ford – Witness
- Gene Hackman – Twice in a Lifetime
- William Hurt – Kiss of the Spider Woman †
- Raúl Juliá – Kiss of the Spider Woman

1986: Bob Hoskins – Mona Lisa
- Harrison Ford – The Mosquito Coast
- Dexter Gordon – Round Midnight
- William Hurt – Children of a Lesser God
- Jeremy Irons – The Mission
- Paul Newman – The Color of Money †

1987: Michael Douglas – Wall Street †
- John Lone – The Last Emperor
- Jack Nicholson – Ironweed
- Nick Nolte – Weeds
- Denzel Washington – Cry Freedom

1988: Dustin Hoffman – Rain Man †
- Gene Hackman – Mississippi Burning
- Tom Hulce – Dominick and Eugene
- Edward James Olmos – Stand and Deliver
- Forest Whitaker – Bird

1989: Tom Cruise – Born on the Fourth of July
- Daniel Day-Lewis – My Left Foot: The Story of Christy Brown †
- Jack Lemmon – Dad
- Al Pacino – Sea of Love
- Robin Williams – Dead Poets Society

### 1990'erne
1990: Jeremy Irons – Reversal of Fortune †
- Kevin Costner – Dances With Wolves
- Richard Harris – The Field
- Al Pacino – The Godfather: Part III
- Robin Williams – Awakenings

1991: Nick Nolte – The Prince of Tides
- Warren Beatty – Bugsy
- Kevin Costner – JFK
- Robert De Niro – Cape Fear
- Anthony Hopkins – The Silence of the Lambs †

1992: Al Pacino – Scent of a Woman †
- Tom Cruise – A Few Good Men
- Robert Downey Jr. – Chaplin
- Jack Nicholson – Hoffa
- Denzel Washington – Malcolm X

1993: Tom Hanks – Philadelphia †
- Daniel Day-Lewis – In the Name of the Father
- Harrison Ford – Flygtningen
- Anthony Hopkins – The Remains of the Day
- Liam Neeson – Schindler's List

1994: Tom Hanks – Forrest Gump †
- Morgan Freeman – The Shawshank Redemption
- Paul Newman – Nobody's Fool
- Brad Pitt – Legends of the Fall
- John Travolta – Pulp Fiction

1995: Nicolas Cage – Leaving Las Vegas †
- Richard Dreyfuss – Mr. Holland's Opus
- Anthony Hopkins – Nixon
- Ian McKellen – Richard III
- Sean Penn – Dead Man Walking

1996: Geoffrey Rush – Shine †
- Ralph Fiennes – Den engelske patient (film)
- Mel Gibson – Ransom
- Woody Harrelson – Folket mod Larry Flynt
- Liam Neeson – Michael Collins

1997: Peter Fonda – Ulee's Gold
- Matt Damon – Good Will Hunting
- Daniel Day-Lewis – The Boxer
- Leonardo DiCaprio – Titanic
- Djimon Hounsou – Amistad

1998: Jim Carrey – The Truman Show
- Stephen Fry – Wilde
- Tom Hanks – Saving Private Ryan
- Ian McKellen – Gods and Monsters
- Nick Nolte – Affliction

1999: Denzel Washington – The Hurricane
- Russell Crowe – The Insider
- Matt Damon – The Talented Mr. Ripley
- Richard Farnsworth – The Straight Story
- Kevin Spacey – American Beauty †

### 2000'erne
2000: Russell Crowe – Gladiator †
- Javier Bardem – Before Night Falls
- Tom Hanks – Cast Away
- Michael Douglas – Wonder Boys
- Geoffrey Rush – Quills

2001: Russell Crowe – A Beautiful Mind
- Will Smith – Ali
- Kevin Spacey – The Shipping News
- Billy Bob Thornton – The Man Who Wasn't There
- Denzel Washington – Training Day †

2002: Jack Nicholson – About Schmidt
- Adrien Brody – The Pianist †
- Michael Caine – The Quiet American
- Daniel Day-Lewis – Gangs of New York
- Leonardo DiCaprio – Catch Me If You Can

2003: Sean Penn – Mystic River  †
- Russell Crowe – Master and Commander: The Far Side of the World
- Tom Cruise – The Last Samurai
- Ben Kingsley – House of Sand and Fog
- Jude Law – Cold Mountain

2004: Leonardo DiCaprio – The Aviator
- Javier Bardem – The Sea Inside (Mar adentro)
- Don Cheadle – Hotel Rwanda
- Johnny Depp – Finding Neverland
- Liam Neeson – Kinsey

2005: Philip Seymour Hoffman – Capote  †
- Russell Crowe – Cinderella Man
- Terrence Howard – Hustle & Flow
- Heath Ledger – Brokeback Mountain
- David Strathairn – Good Night, and Good Luck

2006: Forest Whitaker – The Last King of Scotland  †
- Leonardo DiCaprio – Blood Diamond
- Leonardo DiCaprio – The Departed
- Peter O'Toole – Venus
- Will Smith – The Pursuit of Happyness

2007: Daniel Day-Lewis – There Will Be Blood  †
- George Clooney – Michael Clayton
- James McAvoy – Atonement
- Viggo Mortensen – Eastern Promises
- Denzel Washington – American Gangster

2008: Mickey Rourke – The Wrestler
- Leonardo DiCaprio – Revolutionary Road
- Frank Langella – Frost/Nixon
- Sean Penn – Milk †
- Brad Pitt – The Curious Case of Benjamin Button

2009: Jeff Bridges - Crazy Heart †
- George Clooney - Up in the Air
- Colin Firth - A Single Man
- Morgan Freeman - Invictus
- Tobey Maguire - Brothers

### 2010'erne
2010: Colin Firth - Kongens store tale †
- Jesse Eisenberg - The Social Network
- James Franco - 127 Hours
- Ryan Gosling - Blue Valentine
- Mark Wahlberg - The Fighter

2011: George Clooney - The Descendants
- Leonardo DiCaprio - J. Edgar
- Michael Fassbender - Shame
- Ryan Gosling - The Ides of March
- Brad Pitt - Moneyball

2012: Daniel Day-Lewis - Lincoln (film) †
- Richard Gere - Arbitrage
- John Hawkes - The Sessions
- Joaquin Phoenix - The Master
- Denzel Washington - Flight

2013 - Matthew McConaughey - Dallas Buyers Club †
- Chiwetel Ejiofor - 12 Years a Slave
- Idris Elba - Mandela: Long Walk to Freedom
- Tom Hanks - Captain Phillips
- Robert Redford - All is Lost

2014 - Eddie Redmayne - Teorien om alting (film fra 2014) †
- Steve Carell - Foxcather
- Benedict Cumberbatch - The Imitation Game
- Jake Gyllenhaal - Nightcrawler (film)
- David Oyelowo - Selma (film)

2015 - Leonardo DiCaprio - The Revenant †
- Bryan Cranston - Trumbo
- Michael Fassbender - Steve Jobs
- Eddie Redmayne - The Danish Girl
- Will Smith - Concussion

2016 - Casey Affleck - Manchester by the Sea †
- Joel Edgerton - Loving
- Andrew Garfield - Hacksaw Ridge
- Viggo Mortensen - Captain Fantastic - en ualmindelig far
- Denzel Washington - Fences

2017 - Gary Oldman - Darkest Hour (film) †
- Timothée Chalamet - Call Me by Your Name
- Daniel Day-Lewis - Phantom Thread
- Tom Hanks - The Post
- Denzel Washington - Roman J, Israel, Esq.

2018 - Rami Malek - Bohemian Rhapsody (film) †
- Bradley Cooper - A Star Is Born
- Willem Dafoe - At Eternity's Gate
- Lucas Hedges - Boy Erased
- John David Washington - BlacKkKlansman

2019 - Joaquin Phoenix - Joker (film fra 2019) †
- Christian Bale - Ford v. Ferrari
- Antonio Banderas - Pain and Glory
- Adam Driver - Marriage Story
- Jonathan Pryce - The Two Popes

### 2020s
| År   | Skuespiller                   | Rolle                 | Film                       |
| ---- | ----------------------------- | --------------------- | -------------------------- |
| 2020 | Chadwick Boseman (posthumous) | Levee Green           | Ma Rainey's Black Bottom   |
| 2020 | Riz Ahmed                     | Ruben Stone           | Sound of Metal             |
| 2020 | Anthony Hopkins               | Anthony               | The Father                 |
| 2020 | Gary Oldman                   | Herman J. Mankiewicz  | Mank                       |
| 2020 | Tahar Rahim                   | Mohamedou Ould Salahi | The Mauritanian            |
| 2021 | Will Smith                    | Richard Williams      | King Richard               |
| 2021 | Mahershala Ali                | Cameron Turner        | Swan Song                  |
| 2021 | Javier Bardem                 | Desi Arnaz            | Being the Ricardos         |
| 2021 | Benedict Cumberbatch          | Phil Burbank          | The Power of the Dog       |
| 2021 | Denzel Washington             | Lord Macbeth          | The Tragedy of Macbeth     |
| 2022 | Austin Butler                 | Elvis Presley         | Elvis                      |
| 2022 | Brendan Fraser                | Charlie               | The Whale                  |
| 2022 | Hugh Jackman                  | Peter Miller          | The Son                    |
| 2022 | Bill Nighy                    | Mr. Williams          | Living                     |
| 2022 | Jeremy Pope                   | Ellis French          | The Inspection             |
| 2023 | Bradley Cooper                | Leonard Bernstein     | Maestro                    |
| 2023 | Leonardo DiCaprio             | Ernest Burkhart       | Killers of the Flower Moon |
| 2023 | Colman Domingo                | Bayard Rustin         | Rustin                     |
| 2023 | Barry Keoghan                 | Oliver Quick          | Saltburn                   |
| 2023 | Cillian Murphy                | J. Robert Oppenheimer | Oppenheimer                |
| 2023 | Andrew Scott                  | Adam                  | All of Us Strangers        |